# M8 Greyhound
O M8 Light Armored Car (apelidado de "Greyhound" pelos britânicos) é um carro blindado leve 6x6 produzido amplamente pela Ford Motor Company durante a Segunda Guerra Mundial. Foi utilizado por diversos países, e continua até os dias atuais em operação com algumas forças armadas de países em desenvolvimento.
O Greyhound foi utilizado pelas Forças Expedicionárias Brasileiras na campanha da Itália durante a Segunda Guerra Mundial como blindado de reconhecimento, continuando em serviço no Brasil até a década de 1970.

## Desenvolvimento e produção
Em julho de 1941, o U.S. Army Ordnance Department ordenou o desenvolvimento de um novo e ágil caça-tanque para substituir o M6 Fargo.
Deveria possuir tração 6x4, e vir equipado com o canhão anti-tanque M3 de 37 mm e uma metralhadora, ambos equipados em uma torre, para além de uma outra metralhadora equipada na parte frontal do chassi do veículo. Além disso, deveria possuir uma blindagem angulada, capaz de suportar disparos de metralhadoras pesadas de 12,7 mm em sua dianteira, e 7,62 mm em suas laterais.
Os protótipos submetidos pela Studebaker (designado T21), pela Ford (designado T22) e pela Chrysler (designado T23), possuíam design e aparência similares.
Em abril de 1942, o protótipo T22 da Ford foi selecionado, embora possuísse queixas sobre sua deficiência, devido as necessidades especificadas para o veículo. Já nessa altura, era claro que o canhão de 37 mm não seria eficaz contra as blindagens frontais dos carros de combate alemães, assim o novo blindado foi designado como M8 e assumiria o papel de reconhecimento.
O M20 foi uma variante produzida como blindado de escolta, comando e reconhecimento. Ao contrário do M8, o M20 não possuía uma torre ou um canhão, sendo equipado com uma metralhadora pesada de 12,7 mm montada sobre um anel para rotação. Fornecia excelente mobilidade juntamente com uma alta velocidade, além de proteção contra metralhadoras leves e estilhaços. Foi utilizado para o reconhecimento avançado, porém muitos veículos também foram utilizados como VBTPs e veículo utilitário. Seria inicialmente designado como M10, mas foi redesignado para M20 devido a similaridade com o caça-tanque M10 Wolverine.
A produção do M8 e do M20 ocorreu entre março de 1943 e junho de 1945, onde foram produzidas 8,523 unidades do M8 e 3,791 unidades do M20.

## Histórico de combate
O Greyhound entrou em serviço com os aliados em 1943. Foi concebido para servir como o principal veículo de combate, de comando básico e de comunicação do U.S. Cavalry Reconnaissance Troops.
Foi utilizado em combate pela primeira vez durante a Invasão aliada da Sicília (Operação Husky), sendo utilizado subsequentemente pelo Exército dos Estados Unidos na Itália, Europa, e no Pacífico. No Pacífico, foi utilizado na maior parte em Okinawa e nas Filipinas, onde foi empregado em seu papel original do destruidor de tanques, já que a maioria dos carros de combate japoneses possuíam blindagem vulnerável ao seu canhão de de 37 mm.
Mais de 1,000 unidades do blindado foram fornecidas ao Reino Unido, a França Livre e ao Brasil através da política de estadunidense de Lend-Lease.
O veículo foi considerado rápido, suficientemente confiável (após alguns problemas técnicos serem resolvidos) e bem armado e blindado para missões de reconhecimento. No entanto, as unidades de cavalaria criticaram o seu desempenho fora-de-estrada, que conseguia ser pior ao do M3 Scout Car. No terreno montanhoso da Itália e na profunda lama e neve do inverno do Norte da Europa, o M8 estava mais ou menos restrito às estradas, o que reduziu consideravelmente o seu papel como veículo de reconhecimento. Também era muito vulnerável às minas terrestres. Um kit de blindagem complementar foi projetado para fornecer 1/4 de polegada (6,35 mm) de blindagem extra no assoalho para reduzir a vulnerabilidade das minas terrestres. Algumas unidades colocaram sacos de areia no assoalho para compensar sua fina blindagem.
Outro problema era que os comandantes frequentemente usavam seus esquadrões de reconhecimento para missões de apoio de fogo, para as quais a pouca blindagem do M8 era inadequada. Quando encontrou blindados de unidades de reconhecimento alemãs, o M8 poderia facilmente penetrar suas blindagens com o seu canhão de 37 mm, porém era vulnerável aos canhões automáticos de 20 mm das mesmas.
Durante a Batalha de St. Vith, que ocorreu durante a Ofensiva das Ardenas, um M8 da Tropa B do 87º Esquadrão de Reconhecimento de Cavalaria foi capaz de destruir um Tiger I alemão, após esconder-se atrás de uma estrada e esperar o mesmo passar. O M8 disparou três vezes na blindagem traseira do motor do Tiger I, que era relativamente fina já que o M8 estava a apenas 23 metros, incendiando o mesmo. 
- "Houve uma explosão abafada, seguida de chamas que saíram da torre e da abertura do motor".
Ainda cedo, em 1943, o Exército dos EUA começaram a procurar um substituto para o M8. Dois protótipos, o da Studebaker, designado como T27, e o da Chevrolet, designado como T28, foram completados no verão (do hemisfério norte) de 1944. Ambos foram ordenados para serem superiores ao M8, mas foi decidido que, naquela fase da guerra, não havia mais necessidade de um novo carro blindado.
Após a guerra, o M8 foi utilizado para o dever de ocupação, tendo servido em combate durante a Guerra da Coréia, sendo aposentado do Exército dos EUA pouco depois. Com os franceses, o M8 foi utilizado durante a Primeira Guerra da Indochina, entre 1946 e 1954, e durante a Guerra de Independência Argelina, entre 1954 e 1962.
O M8 foi utilizado no Congo, primeiramente como o único blindado da Force Publique belga colonial, posteriormente sendo utilizado pelo Exército Congolês após a independência, em junho de 1960. Durante a Crise do Congo, as forças de paz indianas equipadas com canhões sem recuo destruíram pelo menos um Greyhound ex-belga tripulado por separatistas catangueses. Os carros blindados foram colocados em ambos os lados durante as tentativas da ONU de acabar com a desapropriada separação de Catanga.
Durante a Guerra do Vietnã, os regimentos blindados vietnamitas franceses foram organizados cada um composto por três companhias equipadas com uma mistura de semilagartas M3 Half-track, carros blindados M3 Scout car e M8 Greyhound, e obuseiros autopropulsados M8 Scott.
Muitas unidades do M8 anteriormente utilizadas pelos EUA, Grã-Bretanha e pela França foram exportados para aliados OTAN e para países do terceiro mundo. Ainda são utilizados e permanecem em serviço em países da África e da América do Sul.

## Serviço no Brasil
O Greyhound foi utilizado pelas Forças Expedicionárias Brasileiras na campanha da Itália durante a Segunda Guerra Mundial como blindado de reconhecimento.
No final da década de 1960, o M8 já mostrava clara obsolência, e a partir disso, a Engesa e a PqRMM/2 desenvolveram um protótipo de um carro blindado ligeiro 4x4, equipado com o mesmo canhão de 37 mm do M8. Este blindado foi designado como VBB I. O VBB I serviu como base para o desenvolvimento do EE-9 Cascavel.
O Greyhound permaneceu em serviço no Brasil até a década de 1970.

## Operadores
Abaixo está a lista dos países que operam ou já operaram o M8 Greyhound:

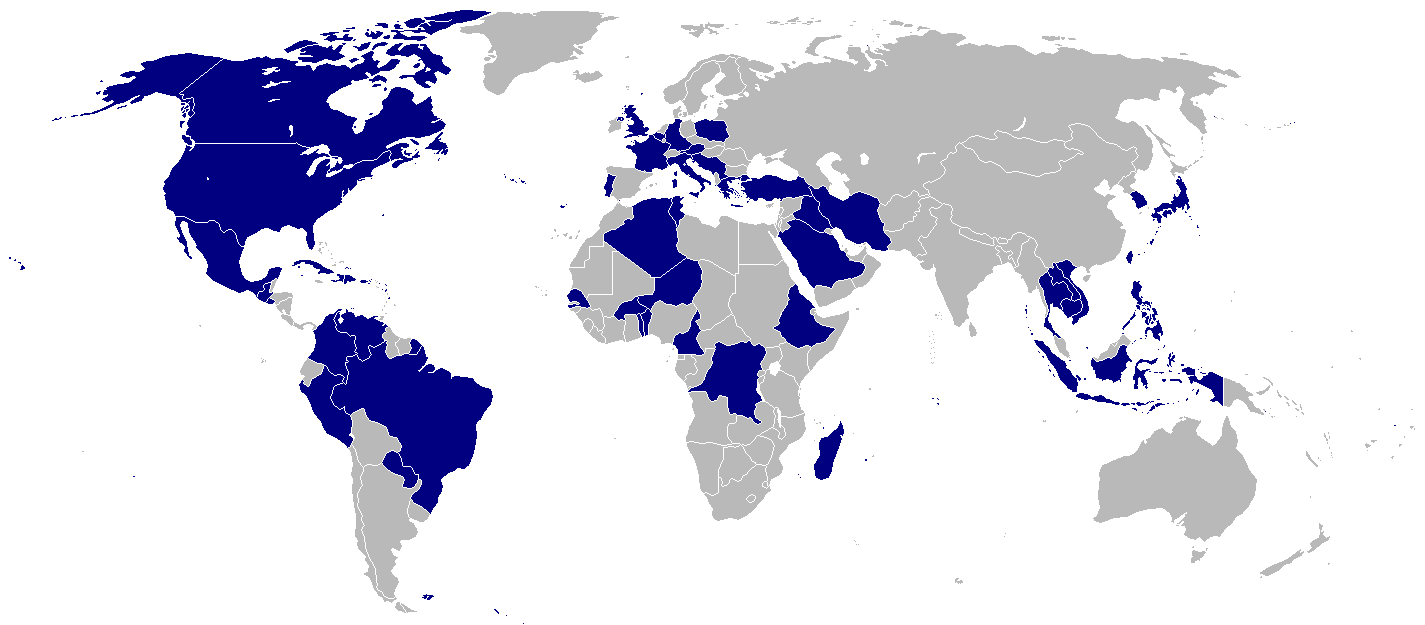
Mapa com os países que operam ou já operaram o M8 Greyhound.

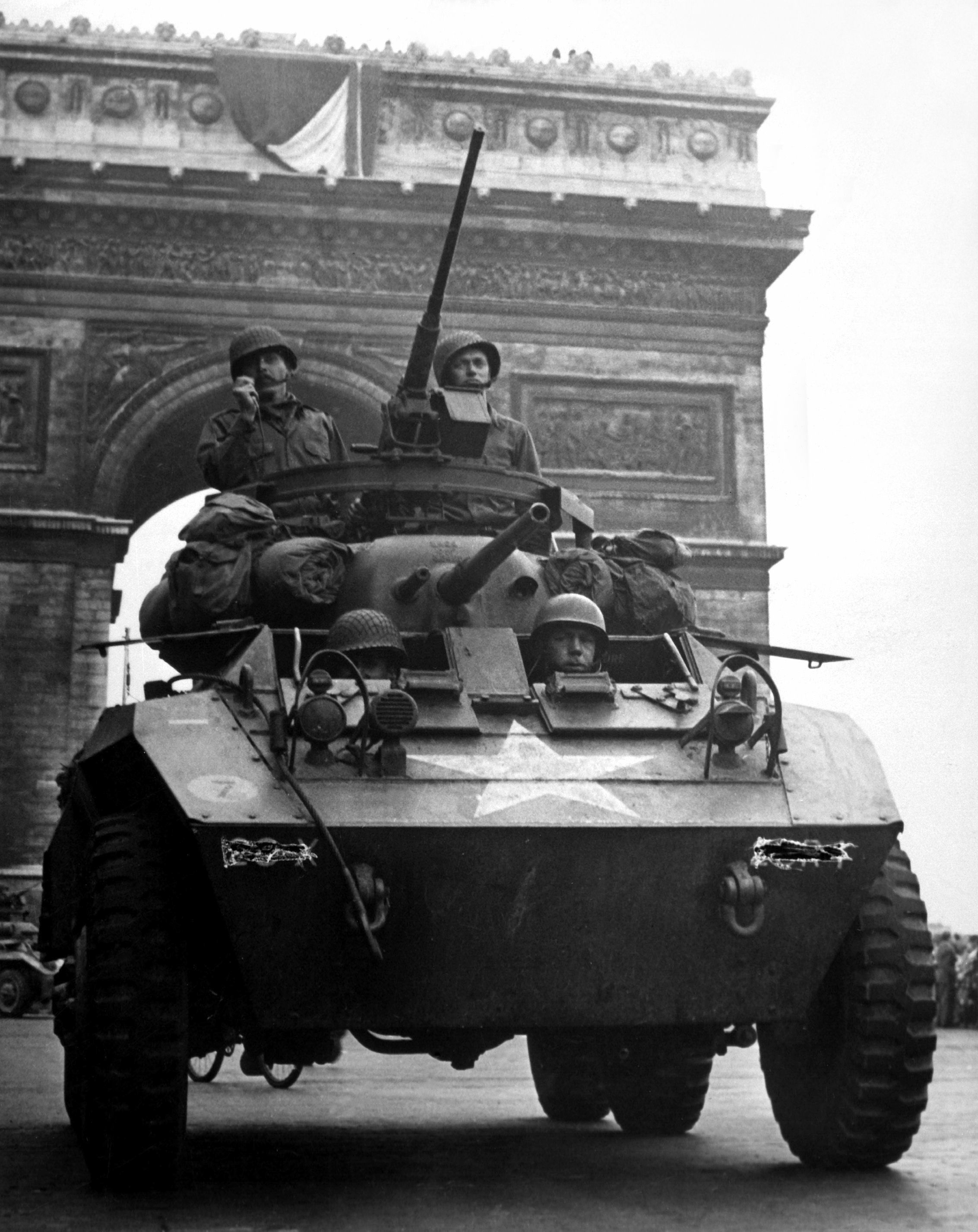
Tropas americanas em um M8 sobre o Arco do Triunfo após a libertação de Paris.

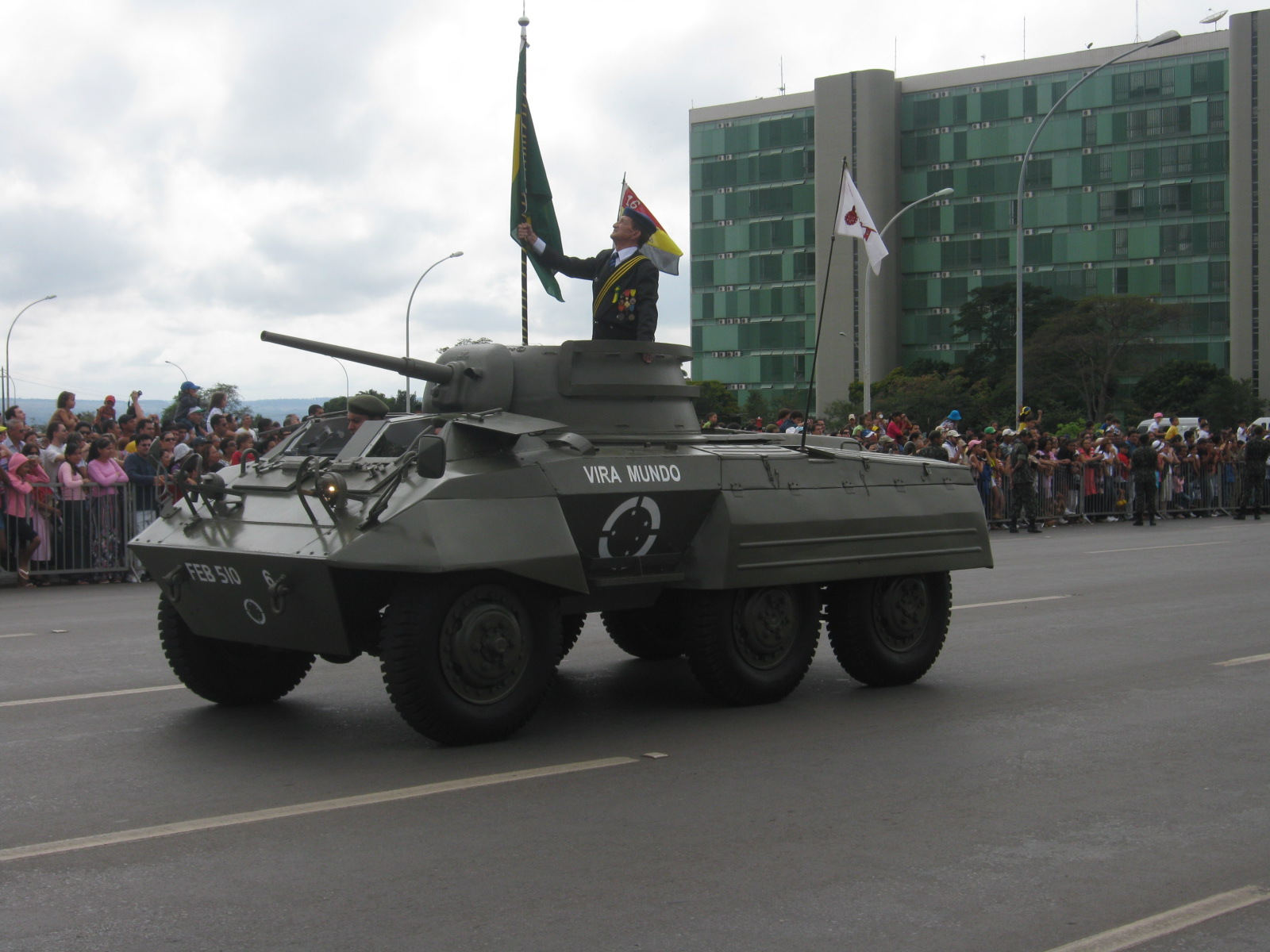
Um M8 durante desfiles de 7 de setembro, Brasília, 2009.

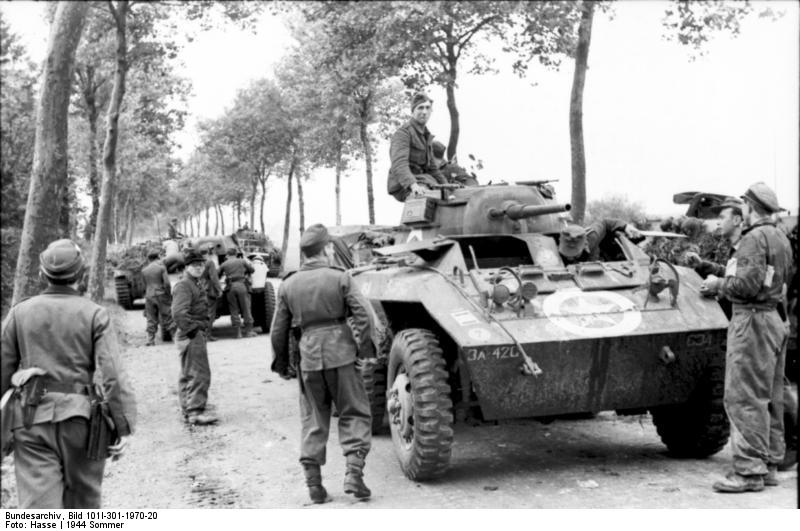
Tropas alemãs realizando testes com Greyhounds americanos capturados. Entre final de julho-início de setembro de 1944.

- Alemanha Ocidental
- Arábia Saudita
- Argélia
- Áustria
- Bélgica
- Benim
- Brasil
- Burquina Fasso
- Camarões
- Camboja
- Chipre
- Colômbia
- Coreia do Sul

- El Salvador
- Etiópia
- Estados Unidos
- França
- Filipinas
- Grécia

- Guatemala
- Haiti
- Irão
- Itália
- Iugoslávia
- Jamaica
- Japão
- Laos
- Madagáscar
- Marrocos
- México
- Níger

- Noruega
- Paraguai
- Peru
- Polónia
- Portugal
- Reino Unido
- Senegal
- Taiwan

- Tailândia
- Togo
- Tunísia
- Turquia
- Venezuela
- Vietnã do Norte
- Vietnã do Sul
- Zaire